# Хараї
Харае або хараї (祓 або 祓い) — загальний термін для позначення ритуального очищення в синтоїзмі. Харае є одним із чотирьох основних елементів синтоїстської церемонії.Метою є  очищення від скверни або гріхів (тсумі) та нечистоти (кеґаре). Ці поняття охоплюють не лише провину в західному розумінні , але й нещастя та хвороби.
Харае часто описується як очищення, але також вважається видом екзорцизму, що проводиться перед поклонінням. Зазвичай ритуал передбачає символічне обмивання водою або те, як синтоїстський жрець струшує над об’єктом очищення спеціальний паперовий скіпетр — оонуса або хараеґуші. Об’єктом харае можуть бути люди, місця та речі.

## Історія
Харае бере початок із міфу про Сусаноо — брата богині Сонця Аматерасу. Згідно з легендою,коли Аматерасу наглядала за ткацтвом одягу для богів у чистій ткацькій залі, Сусаноо прорвав дах і скинув небесного коня, з якого було здерто шкіру. Це налякало одну з її служниць, яка в паніці випадково вбила себе човником для ткацтва. Аматерасу втекла в небесну печеру Ама-но-Івато. Зрештою Сусаноо згодом був вигнаний із небес, а Аматерасу знову повернулася до правління. Традиційний синтоїстський ритуал очищення харае символізується саме вигнанням Сусаноо.

## Практика
Існують різні способи проведення ритуалу харае. У Великому святилищі Ісе, яке вважається «найсвятішим із усіх синтоїстських святинь», по всьому храму розвішують дерев’яні талісмани, що називаються о-хараї — інша назва харае або хараї.
У всіх синтоїстських релігійних церемоніях харае проводиться на початку ритуалу, щоб очистити присутніх та простір від зла, скверни й гріхів, перш ніж приносити жертви камі . Зазвичай використовуються вода й сіль: ними обмивають руки, обличчя та сам храм, перш ніж розпочати підготовку до жертвопринесення. Потім жрець разом із присутніми виголошує урочисту літургію, після чого помічник жерця очищує жертви за допомогою жезла хараеґуші.
Іншим способом проведення харае є місоґі (禊) — ритуал, під час якого учасник стає під холодний водоспад і виголошує літургію. Вважається, що місоґі проводиться 11-го числа кожного місяця, зокрема й у зимові місяці , у Великому святилищі Цубакі. Оскільки харае та місоґі тісно пов’язані, їх разом називають місоґіхарае (禊祓).
Охарае — ще один ритуал очищення, який проводять для великої кількості людей. Здебільшого його виконують у червні та грудні для очищення нації, а також після стихійних лих. Цей ритуал також є частиною новорічного фестивалю й виконується перед важливими державними святами.
Шубацу (修祓) — ще один вид очищення в синтоїзмі, який здійснюється шляхом розсипання солі. Сіль використовують як очищувач, наприклад, створюючи невеликі купки перед ресторанами — моріджіо (盛り塩, «купа солі») або сіобана (塩花, «квіти з солі»), одночасно для захисту від злих сил і приваблення шанувальників. Також після відвідування похорону прийнято посипати людину сіллю. Ще одним прикладом ритуального очищення є оббризкування водою входу до оселі вранці та ввечері. Яскравим прикладом цього є те, як сумоїсти розсипають сіль навколо рингу перед боєм, щоб очистити територію.